# Ablutie in het christendom

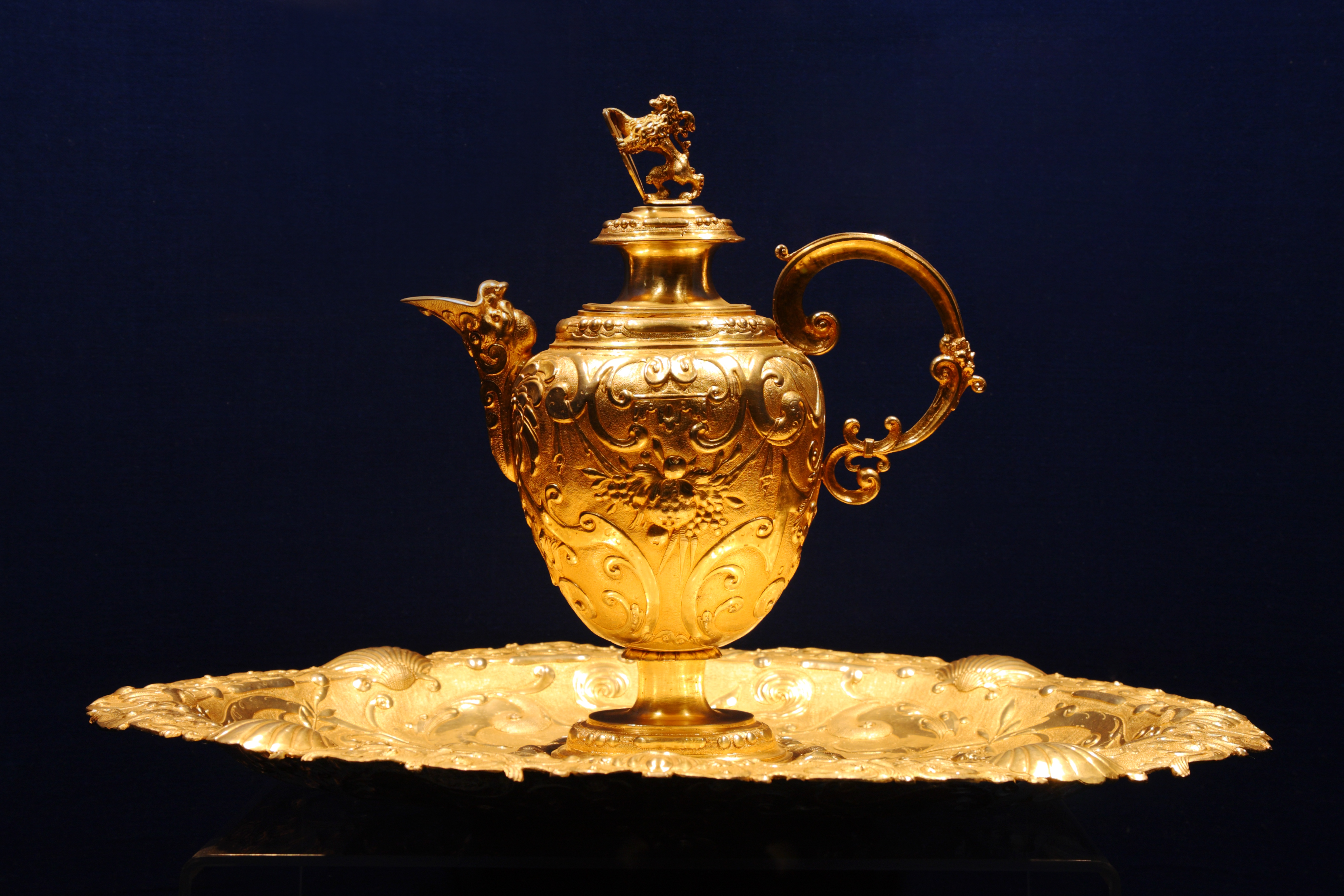
Kan voor doopwater

Ablutie (van het Latijn ablutio = afwassing) betekent in het algemeen afwassing.  Het reinigen van de kelk en van de vingers van de priester waarmee hij de hostie heeft aangeraakt tijdens de Mis is een vorm van ablutie.  Dit gebeurt na de communie en het reinigen van de kelk gebeurt met het purificatorium, het reinigen van de vingers met een ablutievat.
De slok ongeconsacreerde wijn die leken kregen na ontvangst van de communie tijdens de middeleeuwen is ook een vorm van ablutie. Hiermee moest worden voorkomen dat resten van de heilige spijze in de mond achterbleven. Deze wijn werd gedronken uit een eenvoudige kelk aan de ablutietafel (ook wel mondigingstafel genoemd) die stond opgesteld nabij de communiebank. Na het ter communie gaan legden de gelovigen dan een geldelijke gave op de mondigingstafel om tegemoet te komen in de kosten van de wijn.
Ablutie kan ook verwijzen naar het ritueel tijdens de doop waarbij het hoofd van de dopeling met water wordt gereinigd. Ook tijdens de voetwassing wordt een deel van het lichaam gereinigd.